# Quire
Quire [ˈkwaɪər] est un logiciel de gestion de projets développé par Potix Corporation,. Accessible par un navigateur internet et des applications mobiles, Quire permet le travail en équipe et le suivi de projets sur plusieurs plateformes. Quire souhaite se différencier des autres logiciels de gestion de projets grâce à des listes de tâches illimitées et hiérarchisées par niveaux. Parmi ses fonctionnalités figurent également le tableau Kanban, l'affichage chronologique, les rappels, la possibilité de masquer temporairement des tâches,, ou encore les tris et les filtres.

## Histoire
Potix Corporation est créée en 2007. ZK, un framework open source basé sur Ajax est introduit comme le principal produit de l'entreprise. Potix Corporation présente en 2014 son premier logiciel de gestion de projets, Quire.
En août 2014, Quire est publié et disponible pour tous les utilisateurs.
En 2015, Quire est disponible en allemand.
En 2018, le tableau Kanban est ajouté. La même année sont introduites la version portugaise et l'application mobile.  
En 2019, les versions française, espagnole et japonaise de Quire sont publiées, suivies en 2020 des versions italienne, turque et russe.
En 2021, Quire présente l'affichage chronologique, similaire au diagramme de Gantt. 

## Architecture
Quire utilise le langage de programmation Dart de Google, tant pour le côté client que pour la partie serveur. Des bibliothèques comme DQuery, Bootjack et PostgreSQL sont également utilisées.
Les applications mobiles de Quire sont développées grâce au framework open source Flutter de Google. Les application officielles sont publiées en avril 2018 pour les appareils iOS et Android.

## Logiciels similaires
- Asana
- Basecamp
- Trello